# Gabrielle da Silva
Gabrielle Moraes da Silva (Cambé, 4 de março de 1997) é uma ginasta rítmica brasileira. Representou o Brasil nos Jogos Olímpicos de Verão de 2016, como parte do conjunto brasileiro da ginástica rítmica.

## Carreira
Gabrielle iniciou na modalidade aos seis anos de idade, influenciada pela irmã. Iniciou seus treinamentos em um projeto de ginástica rítmica da Universidade Norte do Paraná em Londrina.
No ano de 2013 Gabrielle fez parte da equipe que conquistou a inédita medalha de bronze na etapa de Minsk da Copa do Mundo de Ginástica Rítmica, no conjunto de 3 bolas + 2 fitas, a primeira medalha de uma equipe latino-americana na história da competição. Em 2014 participou do Campeonato Pan-Americano de Ginástica de 2014 como parte do conjunto brasileiro, conquistando medalhas de ouro em todas as provas, o que classificou a equipe para os Jogos Pan-Americanos de 2015, em Toronto. Ainda em 2014 Gabrielle participou também do Campeonato Mundial em Esmirna. A equipe terminou a competição em 15º lugar na ocasião.
Em 2016 Gabrielle da Silva foi convocada para representar o Brasil na competição de equipes nos Jogos Olímpicos de Verão de 2016. A equipe brasileira viria a ficar fora da final por uma pequena margem, terminando a competição em nono lugar.